# Anne M. Villeneuve

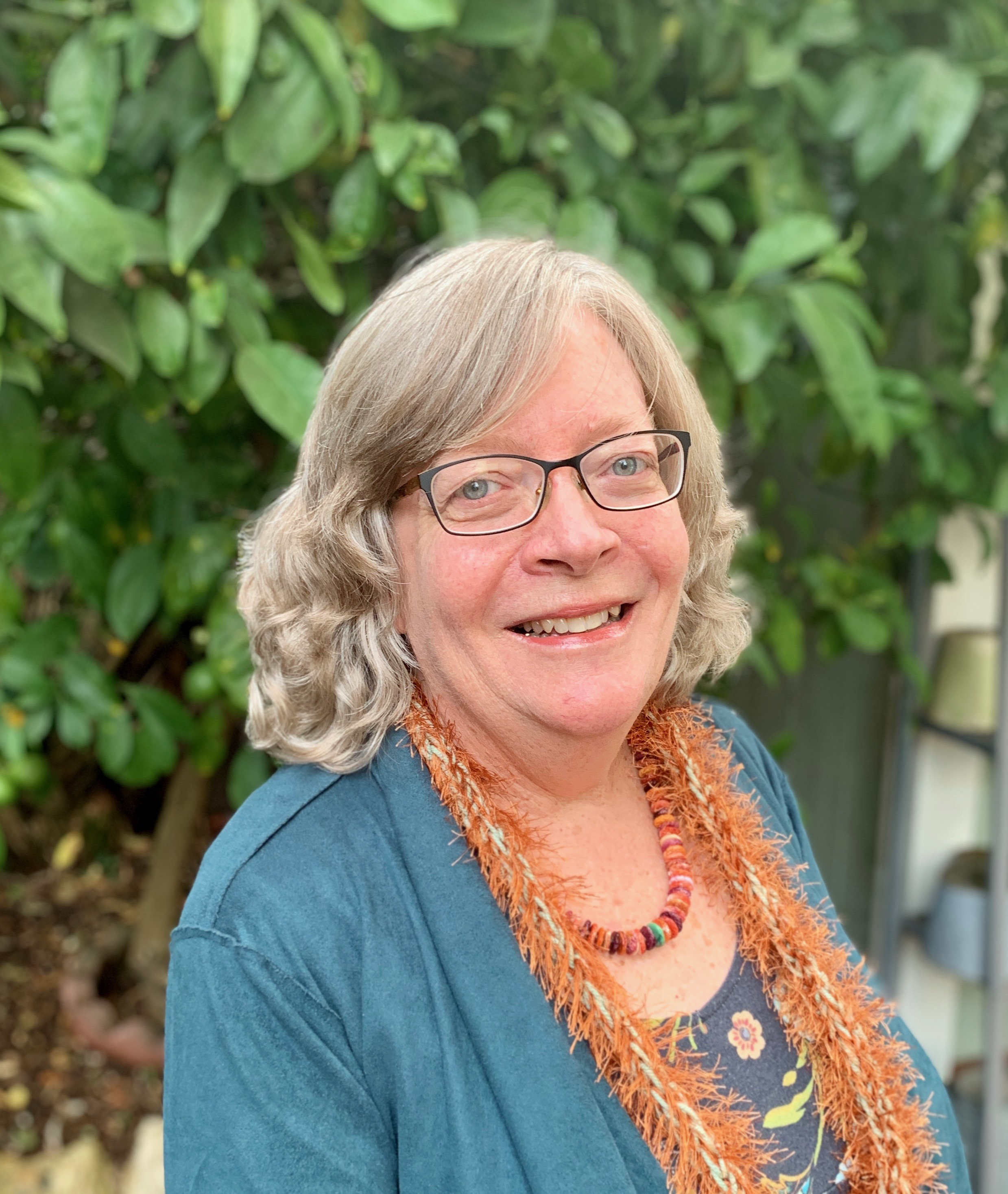
Anne M. Villeneuve

Anne-Marie Villeneuve (* 1959) ist eine US-amerikanische Entwicklungsbiologin und Genetikerin an der Stanford University.
Sie ist vor allem bekannt für ihre Arbeiten zur Verteilung der Chromosomen während der Meiose, bei der von der jeweiligen diploiden Mutterzelle genetisch verschiedene haploide Spermien und Eizellen entstehen. Villeneuve und Mitarbeiter etablierten Caenorhabditis elegans als Modellorganismus für Untersuchungen zur Dynamik der Chromosomen und zur genetischen Rekombination während der Meiose. Laut Datenbank Scopus hat Villeneuve (Stand Oktober 2022) einen h-Index von 45.
Villeneuve erwarb am Massachusetts Institute of Technology mit einer Arbeit über Geschlechtsdetermination und Dosiskompensation einen Ph.D. in Biologie. Der Titel der Dissertation war The role of sdc-1 in sex determination and dosage compensation in Caenorhabditis elegans. Seit 1989 forscht sie an der Stanford University, wo sie 1995 eine Professur erhielt. Zusätzlich hat sie eine Forschungsprofessur der American Cancer Society inne.
Villeneuve war von 2013 bis 2015 Geschäftsführerin (secretary) der Genetics Society of America. 2016 wurde sie in die American Academy of Arts and Sciences gewählt, 2017 in die National Academy of Sciences. 2019 erhielt Villeneuve die Genetics Society of America Medal.